# Спинор
Спино́р (англ. spin — вращаться) — специальное обобщение понятия вектора, применяемое для лучшего описания группы вращений евклидова или псевдоевклидова пространства.
Суть спинорного описания пространства V — построение вспомогательного комплексного линейного пространства S, так чтобы V вкладывалось в {\displaystyle S\otimes S^{*}} (в тензорное произведение пространства S на комплексно-сопряжённое к себе).
Элементы пространства S и называются «спинорами»; зачастую (хотя и не обязательно) у них отсутствует какой-либо смысл.
Однако на спинорах можно «почти» определить действие группы вращений, а именно: вращение действует на спинор с точностью до неопределённого комплексного множителя, равного по модулю 1 (в простых случаях, с точностью до ±1).Спиноры можно представить в виде обыкновенных комплексных векторов, но в пространстве с антисимметричной метрикой, например:
{\displaystyle g_{\mu \nu }={\begin{pmatrix}0&1\\-1&0\end{pmatrix}}}.
Индексы спиноров бывают пунктирные и непунктирные, так как по некоторым индексам спинор преобразуется как комплексно сопряжённый.
Если исходное пространство V рассматривалось над полем вещественных чисел {\displaystyle \mathbb {R} }, то векторы из V будут описаны в S эрмитовыми матрицами.
Математически строгое обоснование такого построения делается с помощью алгебры Клиффорда, построенной по изучаемому пространству V.
Спиноры впервые были рассмотрены в математике Э. Картаном в 1913 году. Они были вновь открыты в 1929 году Б. ван дер Варденом в связи с исследованиями по квантовой механике.

## Определение
Спинором первого ранга называется вектор {\displaystyle a=(a_{1},a_{2})} в двумерном комплексном пространстве, преобразующийся по формулам:
{\displaystyle a_{1}^{'}=\alpha _{11}a_{1}+\alpha _{12}a_{2}},
{\displaystyle a_{2}^{'}=\alpha _{21}a_{1}+\alpha _{22}a_{2}},
с детерминантом преобразования, равным единице:
{\displaystyle {\begin{vmatrix}\alpha _{11}&\alpha _{12}\\\alpha _{21}&\alpha _{22}\end{vmatrix}}=1}.
Спинор {\displaystyle a} также обозначается как {\displaystyle a_{k},(k=1,2)}.
Коэффициенты {\displaystyle \alpha _{rs},(r=1,2;s=1,2)} являются комплексными числами.
Для каждого спинора существует коспинор {\displaystyle b=(b_{\dot {1}},b_{\dot {2}})} в двумерном комплексном пространстве, преобразующийся по формулам:
{\displaystyle b_{\dot {1}}^{'}={\overline {\alpha _{11}}}\,b_{\dot {1}}+{\overline {\alpha _{12}}}\,b_{\dot {2}}},
{\displaystyle b_{\dot {2}}^{'}={\overline {\alpha _{21}}}\,b_{\dot {1}}+{\overline {\alpha _{22}}}\,b_{\dot {2}}},
где чёрточками отмечены комплексно-сопряжённые величины. Индексы у коспиноров помечаются точками.
Спинорами высших рангов называются величины, которые преобразуются как произведения спиноров первого ранга. Например, спинор второго ранга {\displaystyle a_{kl}(k,l=1,2)} преобразуется как произведение спиноров первого ранга {\displaystyle a_{k}b_{l}}. Смешанный спинор второго ранга {\displaystyle a_{{\dot {k}}l}({\dot {k}},l=1,2)} преобразуется как произведение спиноров первого ранга {\displaystyle a_{\dot {k}}b_{l}}.
В спинорной алгебре, как и в тензорной алгебре, справедливо правило суммирования по повторяющимся вверху и внизу индексам и существует метрический спинор второго ранга {\displaystyle e^{kl}} и определяемый следующим образом:
{\displaystyle a^{k}=e^{kl}a_{l}},
{\displaystyle a_{k}=e_{kl}a^{l}},
{\displaystyle e_{kl}=e_{lk}=e_{{\dot {k}}{\dot {l}}}=e_{{\dot {l}}{\dot {k}}}={\begin{pmatrix}0&-1\\1&0\end{pmatrix}}},
{\displaystyle e^{kl}=e^{lk}=e^{{\dot {k}}{\dot {l}}}=e^{{\dot {l}}{\dot {k}}}={\begin{pmatrix}0&1\\-1&0\end{pmatrix}}}.

## Свойства
Координаты спиноров и коспиноров связаны следующими соотношениями:
{\displaystyle a^{1}=a_{2}}, {\displaystyle b^{\dot {1}}=b_{\dot {2}}},
{\displaystyle a^{2}=-a_{1}}, {\displaystyle b^{\dot {2}}=-b_{\dot {1}}},
Абсолютная величина любого спинора нечётного ранга равна нулю:
{\displaystyle a_{l}a^{l}=0},
{\displaystyle a_{lmn}a^{lmn}=0},
{\displaystyle a^{l}b_{l}c_{m}+a_{l}b_{m}c^{l}+a_{m}b^{l}c_{l}=0}.
С помощью спиноров вводятся дифференциальные операторы, инвариантные при бинарных преобразованиях.
Компонентам четырёхмерного градиента соответствуют операторы:
{\displaystyle \partial _{1}^{1}=\partial _{{\dot {2}}1}={\frac {\partial }{\partial x^{1}}}+i{\frac {\partial }{\partial x^{2}}}},
{\displaystyle -\partial _{2}^{\dot {2}}=\partial _{{\dot {1}}2}={\frac {\partial }{\partial x^{1}}}-i{\frac {\partial }{\partial x^{2}}}},
{\displaystyle -\partial _{1}^{\dot {2}}=\partial _{{\dot {1}}{\dot {1}}}={\frac {\partial }{\partial x^{3}}}-{\frac {\partial }{\partial x^{4}}}},
{\displaystyle -\partial _{2}^{\dot {1}}=\partial _{{\dot {2}}2}={\frac {\partial }{\partial x^{3}}}+{\frac {\partial }{\partial x^{4}}}}.

## Трёхмерное пространство
Для представления 3-мерного пространства в качестве S необходимо взять 2-мерное комплексное пространство {\displaystyle S={\mathbb {C} }^{2}.}
Векторы трёхмерного пространства будут соответствовать матрицам с нулевым следом.
Спиноры 3-мерного евклидова пространства обладают алгеброй, близкой к алгебрам скалярного и векторного произведений. Эта алгебра допускает удобное описание в терминах кватернионов Гамильтона. А именно, с каждым вектором x = (x1, x2, x3) из вещественных (или комплексных) чисел можно ассоциировать комплексную матрицу:
{\displaystyle {\mathbf {x} }\rightarrow X=x_{1}\sigma _{1}+x_{2}\sigma _{2}+x_{3}\sigma _{3}=\left({\begin{matrix}x_{3}&x_{1}-ix_{2}\\x_{1}+ix_{2}&-x_{3}\end{matrix}}\right),}
где {\displaystyle \sigma _{1}={\begin{pmatrix}0&1\\1&0\end{pmatrix}},\quad \sigma _{2}={\begin{pmatrix}0&-i\\i&0\end{pmatrix}},\quad \sigma _{3}={\begin{pmatrix}1&0\\0&-1\end{pmatrix}}} — матрицы Паули (они ассоциированы с базисными векторами e1, e2, e3).
Матрицы X такой формы, ассоциированные с векторами x, обладают следующими свойствами, внутренне связывающими их с геометрией 3-мерного пространства:
- det X = −(длина x)2.
- X2 = (длина x)2I, где I — единичная матрица.
- {\displaystyle {\frac {1}{2}}(XY+YX)=({\mathbf {x} }\cdot {\mathbf {y} })I.}
- {\displaystyle {\frac {1}{2}}(XY-YX)=iZ,} где Z — матрица, ассоциированная с векторным произведением z = x × y.
- Если u — единичный вектор, то UXU — матрица, ассоциированная с вектором, получаемым из x отражением в плоскости, ортогональной u.
- Согласно линейной алгебре, любое вращение в 3-мерном пространстве представимо в виде двух отражений. (Сходно, любое меняющее направление ортогональное преобразование есть либо отражение, либо произведение трёх (вообще, нечётного числа) отражений.) Таким образом, если R — вращение, представимое в виде двух последовательных отражений в плоскостях, перпендикулярных единичным векторам u1 и u2, то матрица U2U1XU1U2 представляет вращение R вектора x.

Вся геометрия вращений 3-мерного пространства может быть представлена набором комплексных 2×2-матриц. Рассмотрим вопрос, какую роль играют 2×1-матрицы, если вообще они играют какую-то роль. Временно назовём спинором вектор-столбец:
{\displaystyle \xi =\left[{\begin{matrix}\xi _{1}\\\xi _{2}\end{matrix}}\right],}
с комплексными компонентами ξ1 и ξ2.
В пространстве спиноров действуют комплексные 2×2-матрицы. Более того, произведение двух отражений (для данной пары единичных векторов) определяет 2×2-матрицу, действие которой на эвклидовы векторы есть вращение, так что она вращает спиноры. Факторизация вращения не единственна. Если X → RXR−1 есть представление вращения, то замена R на −R даст то же самое вращение. Можно показать, что это единственная возникающая неопределенность. Действие операции вращения на спинор всегда двузначно.

## Пространство Минковского
Если к трём матрицам Паули добавить ещё и единичную матрицу (за номером 0), то мы получим спинорное представление пространства Минковского M:
{\displaystyle X=\sigma _{\mu }x^{\mu },\ \mu =0,\ 1,\ 2,\ 3.}
При этом светоподобные вектора (нулевой длины) будут отвечать вырожденным матрицам вида {\displaystyle \pm {\bar {\psi }}\otimes \psi }, где {\displaystyle \psi \in S}.
Соответствие между пространством Минковского и эрмитовыми матрицами 2×2: M≈Herm(2) будет взаимно-однозначным.

## Спиноры в физике
Спиноры отнюдь не являются чисто абстрактным построением, никак не проявляющим себя по отношению к геометрии реальности. Многие встречающиеся в квантовой механике величины являются спинорами (см. спин, уравнение Дирака).
При релятивистском рассмотрении используется изложенное выше спинорное представление пространства Минковского. Например, существует довольно простое спинорное представление уравнений Максвелла.
При малых скоростях используются 3-мерные спиноры.